# Aurotalis
Aurotalis é um gênero de mariposa pertencente à família Crambidae.